# Lifelover
Lifelover (з англ. «Життєлюб») — шведський ДСБМ-гурт, заснований 2005 року Йонасом «B» Берґквістом та Кімом «()» Карлссоном. Гурт припинив своє існування у вересні 2011 року після смерті Берґквіста. Творчість команди є новаторською і непересічною як із точки зору саунду, так і завдяки вишуканим і потужним текстам. Оцінити останні, проте, здатні далеко не всі, адже абсолютна більшість лірики Lifelover звучить шведською.

## Історія команди
Колектив було засновано у Стокгольмі 2005 року двома музикантами, що взяли собі псевдоніми () і B.  У червні того ж року група записала своє перше демо, а за деякий час почала роботу над дебютним альбомом.
Перший студійний повноформатний альбом Lifelover - Pulver був записаний навесні 2006 року і вийшов у форматі CD (тираж першого пресу склав 500 копій) 24 липня 2006 року на лейблі Goatowarex. Ранній творчості групи притаманна навмисна хаотичність структури композицій, використанням ембіентних вставок та поєднанням різних типів вокалу — скрімінгу, чистого співу та бурмотіння. Дебютний диск привернув до Lifelover увагу музичних критиків, давши їм змогу назвати групу однією з найбільш перспективних у жанрі депресивно-суїцидального блек металу.
24 лютого 2007 року на лейблі Total Holocaust Records було випущено другий альбом Lifelover - Erotik. Склад групи поповнився новими учасниками — бас-гітаристом Fix та ударником S. Уже після змін у складі Lifelover 28 вересня 2008 року дали свій перший концерт у Стокгольмі.  

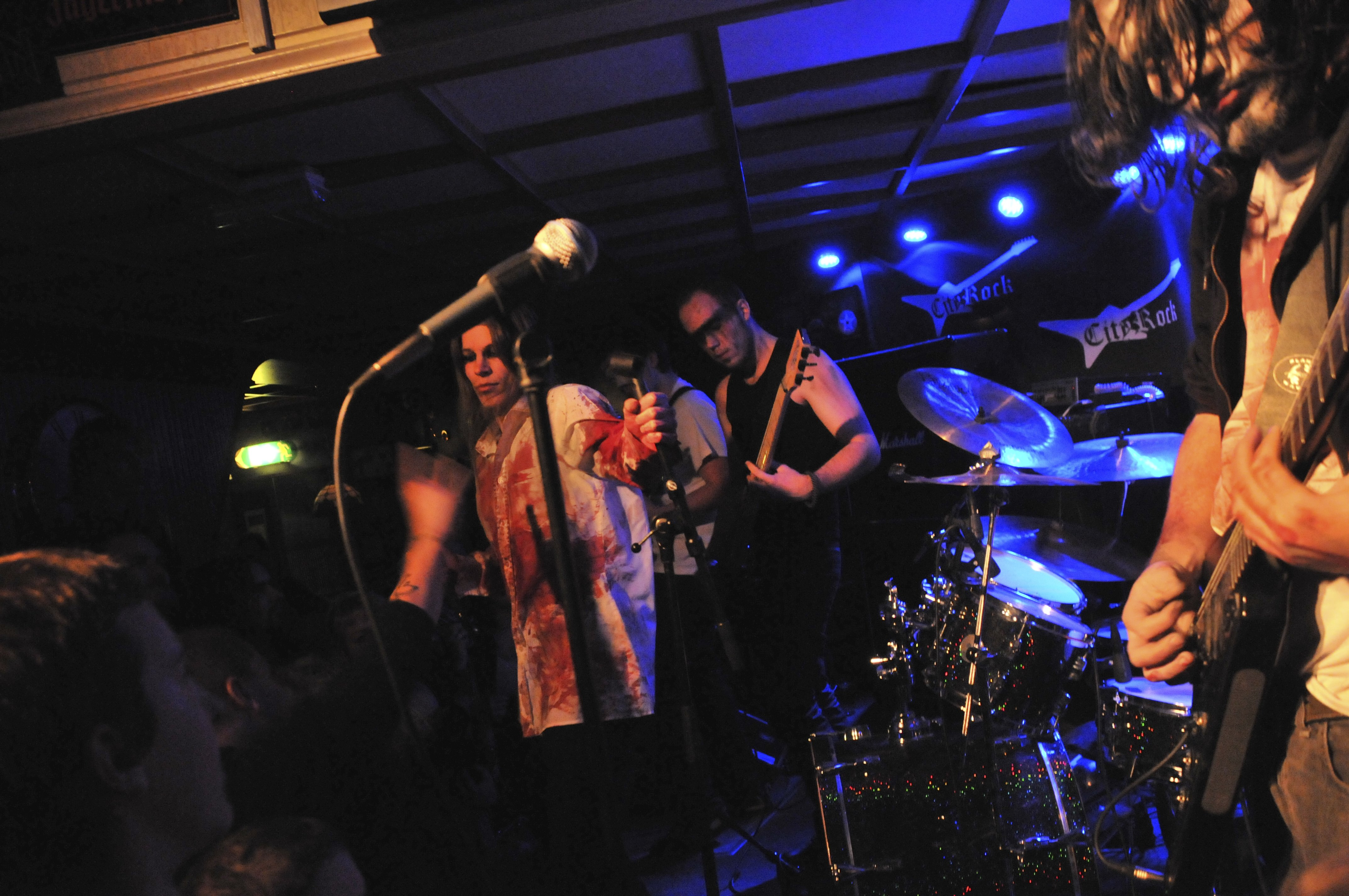
Концерт Lifelover у Стокгольмі 2008 року

Цей виступ передував виходу третього студійного альбому групи, котрий дістав назву Konkurs; його реліз відбувся 10 жовтня 2008 року на лейблі Avantgarde Music. На цих альбомах звучання Lifelover стало ще більш експериментальним: композиції стали менш агресивними, скрімінг переважно відійшов на задній план, поступившись переважно чистому вокалу. Самі учасники команди характеризували стиль цих лонгплеїв як депресивний рок.
2009 року музиканти записали міні-альбом Dekadens (вийшов 9 жовтня на лейблі Osmose Productions) і вперше виступили закордоном, зігравши концерти у Німеччині, Норвегії та Нідерландах. Міні-альбом Dekadens (2009) є єдиним записом Lifelover, який не містить звуку драм-машини. На ньому звучить гра драмера на псевдо Non.
14 лютого 2011 року на Prophecy Productions вийшов їхній четвертий альбом Sjukdom, котрий привернув до себе значну увагу профільної музичної преси, одержавши переважно позитивні відгуки. Трохи пізніше до Lifelover приєднався новий учасник — ударник на псевдо Kral. Sjukdom, котрий став останнім альбомом групи, відрізняє повернення до важкого і реально агресивного саунду. Тематика текстів пов'язана переважно із депресією, двоякими емоціями та особистісним саморуйнуванням.
9 вересня 2011 року учасники Lifelover повідомили на офіційній сторінці колективу в мережі Facebook, що один із засновників Lifelover, Йонас Берґквіст, відомий як B., помер (судячи з усього, від ненавмисного передозування ліків з групи бензодіазепінів), у результаті чого група офіційно припинила існування.

### Після смерті лідера
Група зіграла концерт пам'яті Берґквіста 11 вересня 2011 року, у Роттердамі, через два дні після його смерті. Вони анонсували, що це буде останній виступ під "вивіскою" Lifelover. Це було продиктовано повагою до покійного «B», адже саме він був їхнім основним композитором і продовжувати без нього було б неправильно. 
У вересні 2012 року співзасновник Lifelover Кім «()» Карлссон разом із екс-учасниками групи Henrik, Fix і P. вирішили продовжити справу Lifelover заснуванням іншого проекту, що дістав ім'я Kall (шведськ. "холод").
З метою відзначення десятої річниці виникнення Lifelover і вшанування пам'яті померлого лідера, Кім та інші учасники Kall зіграли кілька шоу в другій половині 2015 року, іменуючись як Lifelover, але підтвердили, що жодні нові записи не будуть створюватися під цим брендом.

## Стилістичні особливості творчості
Незважаючи на те, що провідним жанром для Lifelover завжди був блек метал, група часто насичувала його широким спектром впливів, серед яких були пост-панк, дез-метал, прогресив-рок, дум-метал, дарк ембіент, подеколи - навіть окремі елементи поп-музики (семпли дитячих хорів тощо). Творчість Lifelover яскраво експериментальна і екстремальна, для неї характерний хворобливий, "божевільний" вокал і нерідко карколомні структури композицій.

## Походження назви
Назва Lifelover виникла, коли Йонас «B» Берґквіст був названий "життєлюбом" кимось, кого він ненавидів. Назвавши так групу, він мав на увазі, що "люди можуть називати нас як завгодно". Екс-ударник Джоел «Non» Мальмен додав: "Ми всі є любителями життя у нашому власному сенсі; нашого власного особистого почуття." [Архівовано 14 серпня 2021 у Wayback Machine.]

## Дискографія
Студійні альбоми
- Pulver (2006)
- Erotik (2007)
- Konkurs (2008)
- Sjukdom (2011)

Міні-альбоми
- Dekadens (2009)

Демо-записи
- Promo 2005 (2005)

## Переклади текстів українською мовою
Першим переклав українською деякі з текстів пісень Lifelover полтавський літератор-металіст Максим Солодовник. Добірка з вісьмох цих перекладів (з англійської та шведської) приступна онлайн у перекладному розділі його другої поетичної збірки, виданої 28.03.2014.